# Biblioteca della Deputazione di storia patria per l’Umbria

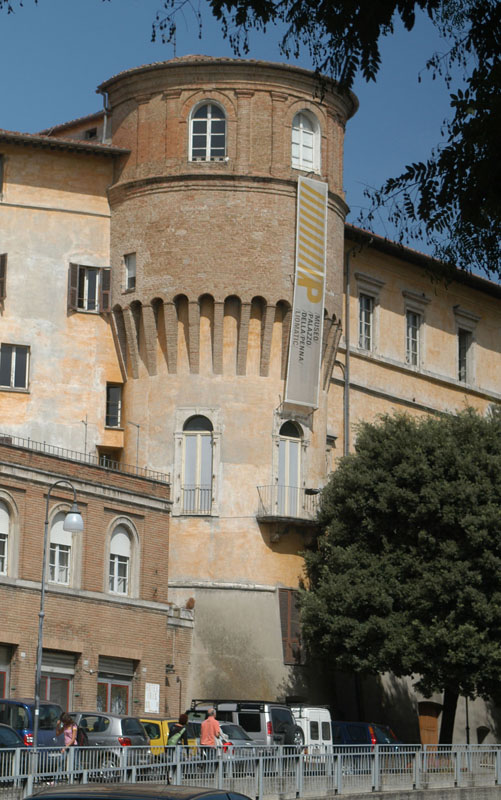
Palazzo della Penna

Die Biblioteca della Deputazione di storia patria per l’Umbria ist eine Bibliothek in Perugia, der Hauptstadt Umbriens. Sie gehört der Deputazione di storia patria per l’Umbria und befindet sich im Palazzo della Penna, in der Via Podiani 11.

## Geschichte und Bestände
Die  Deputazione di storia patria per l’Umbria, die sich von der Deputazione di storia patria delle Province Toscane e l’Umbria abspaltete, wurde 1896 vom italienischen Staat anerkannt. Daher fließen ihr entsprechende Staatsmittel über die Giunta storica nazionale zu. Ihre Organe sind die Versammlung der Mitglieder, die Assemblea dei soci ordinari, dann das Amt des Präsidenten, das Leitungsgremium, das Consiglio direttivo, schließlich die Revisoren. Alle Ämter werden in Vierjahreszyklen neu besetzt.  
Zu den Aufgaben zählt die Herausgabe des seit 1895 jährlich erscheinenden Bollettino und verschiedener Monographien zur Geschichte Umbriens. Dazu zählen auch Quelleneditionen.  Die Bibliothek, die zunächst in der Stadtbibliothek ihren Sitz fand, wuchs mit der Arbeit der Deputazione so stark an, dass 1990 ein Umzug an den heutigen Sitz durchgeführt wurde.
Aus dem Kern historischer Werke, dann der Quelleneditionen, aber auch der Studienmaterialien und der Archiv-Inventare, ging, zu erheblichen Teilen im Austausch gegen die Jahresausgaben des Bollettino, eine umfangreiche Bibliothek hervor, die Periodika birgt, die ansonsten in Umbrien nicht erhältlich sind. Von den etwa 400 Zeitschriften waren (Stand: 2016) 172 laufende Publikationen. Die Zahl der Monographien beläuft sich auf etwa 18.000 Bände. Eine Reihe von Erstausgaben, Konferenzbänden und Werken des späten 19. Jahrhunderts zählt dazu. Auch das Historische Archiv der Deputation, das allein 200 buste umfasst, befindet sich im Hause. Es wurde von Paola Pimpinelli geordnet und wird derzeit von Laura Marconi inventarisiert. Der Fotografienbestand ist noch nicht inventarisiert.